# Violinkonsert nr 4 (Mozart)
Violinkonsert nr 4 i D-dur, K. 218, är en violinkonsert av Wolfgang Amadeus Mozart komponerad 1775 i Salzburg.

## Instrumentering
Konserten är skriven för violin och orkester bestående av 2 oboer, 2 horn och stråkar.

## Form
Konsertens tre satser är:
1. Allegro
2. Andante cantabile
3. Rondeau (Andante grazioso - Allegro ma non troppo)